# Abraham Lewinsohn
Abraham Lewinsohn (ur. 1889 w Łodzi, data śmierci nieznana) – prawnik, działacz społeczny, poseł na Sejm I kadencji.

## Życiorys
Urodził się w Łodzi. Ukończył studia prawnicze. Był jednym ze współzałożycieli pierwszego hebrajskiego teatru Habima. W czasie I wojny światowej prowadził aktywną działalność społeczną i polityczną na terenach carskiej Rosji. Po zakończeniu wojny osiadł w Polsce i redagował liczne czasopisma w języku jidysz i hebrajskim. Przewodniczył komitetowi wykonawczemu Syjonistycznej Partii Pracy Hitachdut. Należał do władz Wszechświatowej Organizacji Syjonistycznej. Pod koniec lat 30. XX osiadł w Palestynie. Dalsze jego losy pozostają nieznane.